# 8935 Beccaria
8935 Beccaria è un asteroide della fascia principale. Scoperto nel 1997, presenta un'orbita caratterizzata da un semiasse maggiore pari a 2,2299425 au e da un'eccentricità di 0,1498236, inclinata di 4,11176° rispetto all'eclittica.
L'asteroide è dedicato all'intellettuale italiano Cesare Beccaria.